# ازروتو
ازروتو (به بلغاری: Ezeroto) یک منطقهٔ مسکونی در بلغارستان است که در شهرستان گابروو واقع شده‌است.